# Minous pictus
Minous pictus är en fiskart som beskrevs av Günther, 1880. Minous pictus ingår i släktet Minous och familjen Synanceiidae. Inga underarter finns listade i Catalogue of Life.